# Iwan Slawkow
Iwan Borissow Slawkow (bulgarisch Иван Борисов Славков; * 11. Mai 1940 in Sofia, Bulgarien; † 1. Mai 2011 ebenda), genannt Bateto, war ein bulgarischer Sportfunktionär und jahrelang Vorsitzender des bulgarischen Olympiakomitees und des bulgarischen Fußballverbandes.

## Leben
Iwan Slawkows Vater Boris war Arzt in der bulgarischen Hauptstadt. Nach dem Abitur studierte Iwan an der Technischen Universität Sofia, wo er in seiner Freizeit Wasserball am WK Septemwri spielte.
1966 starb seine damalige Frau Swetla Marinowa im Alter von 25 Jahren bei einem Flugzeugabsturz. Später heiratete Iwan Slawkow Ljudmila Schiwkowa und wurde damit Schwiegersohn des damaligen kommunistischen Machthabers Todor Schiwkow.
Von 1967 bis 1969 war Slawkow als Journalist im Wirtschaftsteil der Zeitung Trud tätig. 1972 wurde er Direktor des Bulgarischen Nationalen Fernsehens. Ende der 1970er Jahre war Iwan Slawkow Direktor des Fußballklubs Lewski Sofia, der zu dieser Zeit unter dem Namen DFS Lewski-Spartak Sofia auftrat.
Slawkow war von 1987 bis 2005 Mitglied des Internationalen Olympischen Komitees (IOC), bis er wegen Korruptionsvorwürfen ausgeschlossen wurde. Er soll zuvor gegenüber Journalisten, die sich vor ihm als Lobbyisten ausgegeben hatten, eingewilligt haben, dass er die IOC-Entscheidung über den Austragungsort der Olympischen Spiele 2012 zugunsten von London beeinflussen werde.